# Alice Muraro
Alice Muraro (* 14. August 2000 in Vicenza) ist eine italienische Leichtathletin, die sich auf den 400-Meter-Hürdenlauf spezialisiert hat.

## Sportliche Laufbahn
Erste internationale Erfahrungen sammelte Alice Muraro im Jahr 2019, als sie bei den U20-Europameisterschaften in Borås mit 13,90 s in der ersten Runde im 100-Meter-Hürdenlauf ausschied. 2021 schied sie bei den U23-Europameisterschaften in Tallinn mit 58,80 s im Halbfinale über 400 Meter Hürden aus und im Jahr darauf belegte sie bei den Mittelmeerspielen in Oran in 57,12 s den siebten Platz, ehe sie bei den U23-Mittelmeer-Meisterschaften in Pescara in 56,98 s die Goldmedaille gewann. 2023 siegte sie in 55,48 s bei den World University Games in Chengdu, ehe sie im Jahr darauf bei den Europameisterschaften in Rom mit 54,73 s im Halbfinale ausschied. Anschließend schied sie bei den Olympischen Sommerspielen in Paris mit 55,48 s in der Hoffnungsrunde aus. 2025 verteidigte sie bei den World University Games in Bochum in 54,60 s ihren Titel.
In den Jahren 2024 und 2025 wurde Muraro italienische Meisterin im 400-Meter-Hürdenlauf.

## Persönliche Bestleistungen
- 100 m Hürden: 13,29 s (+0,2 m/s), 14. Juni 2025 in Brescia
- 400 m Hürden: 54,57 s, 3. August 2025 in Caorle